# 下川義忠
下川 義忠（しもかわ よしただ、1886年（明治19年）4月2日 - 1944年（昭和19年）4月19日）は、大日本帝国陸軍軍人。最終階級は陸軍中将。

## 経歴
1886年（明治19年）に東京府で生まれた。陸軍士官学校第21期卒業。1936年（昭和11年）8月1日に陸軍歩兵大佐進級と同時に台湾軍司令部附となり、台南高等工業学校に配属された。1938年（昭和13年）9月に歩兵第47連隊補充隊長に転じ、1939年（昭和14年）9月に歩兵第101連隊長（第11軍・第101師団・歩兵第101旅団）に就任して日中戦争に出動。贛湘作戦などで戦果を挙げ、1940年（昭和15年）2月24日に堺連隊区司令官に転じ、8月1日に陸軍少将に進級した。
1942年（昭和17年）4月1日に大阪連隊区司令官に就任。同年12月1日に第4師団兵務部長に転じ、1943年（昭和18年）9月に留守第4師団兵務部長となった。1944年（昭和19年）2月10日に第10野戦補充隊長として中国戦線に復帰したが、応城で勤務中の4月19日に死去。同日任陸軍中将。